# Chlorocoma assimilis
Chlorocoma assimilis är en fjärilsart som beskrevs av Lucas 1888. Chlorocoma assimilis ingår i släktet Chlorocoma och familjen mätare. Inga underarter finns listade i Catalogue of Life.